# Cable TV Hong Kong
 (mai 2017).
Si vous disposez d'ouvrages ou d'articles de référence ou si vous connaissez des sites web de qualité traitant du thème abordé ici, merci de compléter l'article en donnant les références utiles à sa vérifiabilité et en les liant à la section « Notes et références ».
Cable TV Hong Kong, également connue sous le nom de CTVHK, CAT-TV et Hong Kong Cable, est un réseau de télévision présent à Hong Kong et exploité par i-CABLE Communications. Avant le 31 octobre 1998, il s'appelait Wharf Cable Television. Il est le 1er diffuseur de télévision par câble analogique et le deuxième service de télévision payant basé sur l'abonnement à Hong Kong (le 1er est RTV). Il a été incorporé le 1er janvier 1992 et a été inauguré officiellement le 31 octobre 1993 et exploité par ATV et TVB. Il propose une gamme d'informations et de divertissement à ses téléspectateurs à travers plus de 100 chaînes de télévision payante, dont 54 sont produites par HKCTV.